# Джоунс, Джордж
Джордж Мэдисон Джоунс (анг. George Madison Jones; 22 февраля 1911 года — 16 декабря 1996 года, Грин-Вэлли, Аризона, США) — бригадный генерал армии США, командовал 503-м парашютно-десантным полком во время Второй мировой войны.

## Военная карьера
В 1935 году Джоунс закончил Военную академию США. После нескольких назначений в пехоте, он начал обучение в парашютной школы Форта Беннинг (штат Джорджия). После окончания парашютной школы он был назначен в зону панамского канала командиром 501-го парашютного батальона, который недавно был создан.
В начале Второй мировой войны батальон вошел в состав 503-го парашютно-десантного полка, который находился в резерве верховного командующего союзными войсками на Тихом океане под командованием генерала Дугласа Макартура.
В 1942 году 503-й парашютно-десантный полк был отправлен в Австралию, где подполковник Джоунс служил заместителем командира полка. В сентябре 1943 года его полк в долине Маркхэм (Новая Гвинея) совершил первый успешный боевой десант в войне. После самоубийства командира полка Кинслера, Джоунс получил звание полковника и стал командиром полка.
В июле 1944 года полк Джоунса совершил десантную операцию на острове Ноемфур (Новая Гвинея). 503-й парашютно-десантный полк участвовал во вторжении на Филиппинские острова и в декабре 1944 года совершил десантную высадку в битве за Миндоро. В феврале 1945 года был командиром боевой группы, которая участвовала в  битве за Коррехидор (Филиппины). Затем он начал освобождение острова Негрос (Филиппины), где ему пришлось сражаться с японскими войсками до октября 1945 года, так как они отказались сдаваться. После освобождения острова Негрос 503-й парашютно-десантный полк был расформирован.
После Второй мировой войны Джоунс продолжил служить в армии США. Он занимал различные должности. Он был начальником штаба 18-го воздушно-десантного корпуса и оперативным сотрудником IX корпуса в Корее. Затем он был вторым комендантом специальной военной школы в Форт-Брэгге, штат Северная Каролина. Впоследствии он командовал 66-й группой военной разведки в Германии, служил заместителем командующего 3-й пехотной дивизией и был начальником штаба 5-й армии США. В конце службы Джоунс был заместителя командующего армией США на Аляске.
В 1968 году в звании бригадного генерала ушел в отставку.

## Награды
- Значок боевого пехотинца
- Значок парашютиста США
- Медаль «За выдающуюся службу»
- Серебряная звезда
- Бронзовая звезда
- Орден «Легион почёта»
- Похвальная медаль
- Медаль военно-воздушных сил
- Медаль «За защиту Америки»
- Медаль «За Американскую кампанию»
- Медаль «За Азиатско-тихоокеанскую кампанию»
- Медаль Победы во Второй мировой войне
- Медаль «За службу в оккупационной армии»
- Медаль «За службу национальной обороне»
- Медаль «За службу в Корее»
- Медаль за освобождение Филиппин
- Медаль «За службу ООН в Корее»

## Примечание
1. 1 2  George M. Jones, Brigadier General, United States Army. www.arlingtoncemetery.net. Дата обращения: 26 декабря 2019. Архивировано 6 октября 2017 года.